# Hnědnutí zeravu

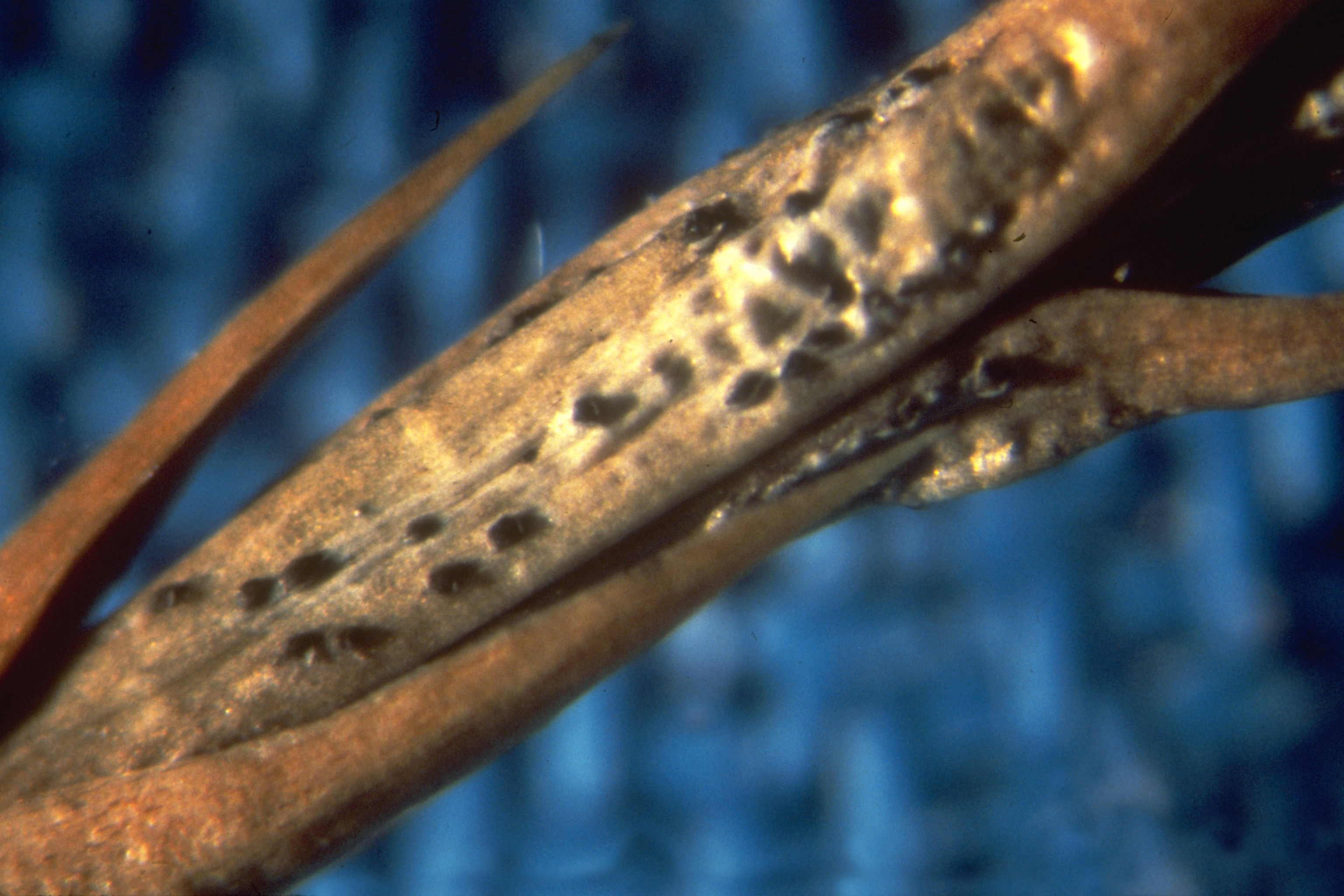
Hnědnutí zeravu.

Hnědnutí zeravu je choroba jehličnanů způsobovaná houbou Didymascella thujina (synonymum Keithia thujina Dur.). V ČR napadá především zerav (túje), cypřišek a zeravec (Platycladus). Nejvíce jsou postiženy husté porosty na vlhčích místech, tedy živé ploty u zavlažovaných trávníků. Didymascella thujina je v některých zemích invazivním druhem. 

## Symptomy
Infikované listy se zbarví přes léto červenohnědě. Starší větvičky stále zůstávají na výhonu a zbarvují se popelavě šedě. Na svrchní pokožce infikovaných listů se nachází drobné 0,5-2 mm velké okrouhlé tmavě hnědé plodničky. Někdy zde lze najít jen malé tmavé dutinky.  Tyto otvory po sobě zanechaly plodnice když vyschnuly a vypadnuly. 

## Význam
V školkách dochází při silném, opakovaném napadení i k úhynu mladých rostlín do 4 let. Jinak způsobuje jen slabší prosvětlení rostlín v spodní části dřevin, obzvláště často v živých plotech. 

## Ochrana rostlin
Spory choroby přezimují na zelených nenapadených jehlicích. Je doporučována aplikace měďnatých fungicidů.